# Tricorynus extremus
Tricorynus extremus är en skalbaggsart som beskrevs av White 1965. Tricorynus extremus ingår i släktet Tricorynus och familjen trägnagare. Inga underarter finns listade i Catalogue of Life.